# Автомагістраль М2 (Велика Британія)
Автомагістраль M2 — автомагістраль у графстві Кент, Англія. Має 42 км  завдовжки та діє як об’їзна ділянка дороги A2, яка пролягає повз Медвей-Таунс, Сіттінгборн, Фейвешем і забезпечує альтернативний маршрут до порту Дувр, доповнюючи M20. Сполучається з автомагістраллю A2, утворюючи магістральну дорогу завдовжки 62 милі від Лондона до (майже) Дувра.

## Маршрут
M2 починається на захід від Strood, Kent біля Three Crutches, розходиться на південний схід від дороги A2, що прямує на ESE від центру Лондона, однієї з п’яти доріг із подвійною проїжджою частиною або більше, що сягає південної половини Великого Лондона. Від розв'язки 1 він має чотири смуги в кожну сторону, які схиляються до долини Медвей на південь від Рочестера. На західному березі річки Медвей розташована розв’язка 2, що перетинає A228 між Стродом і Вест-Маллінгом, розв’язка, де головний кільцевий розв’язок проходить під колією HS1 і зберігає через пішохідний міст і тунель North Downs Way (громадська пішохідна доріжка).

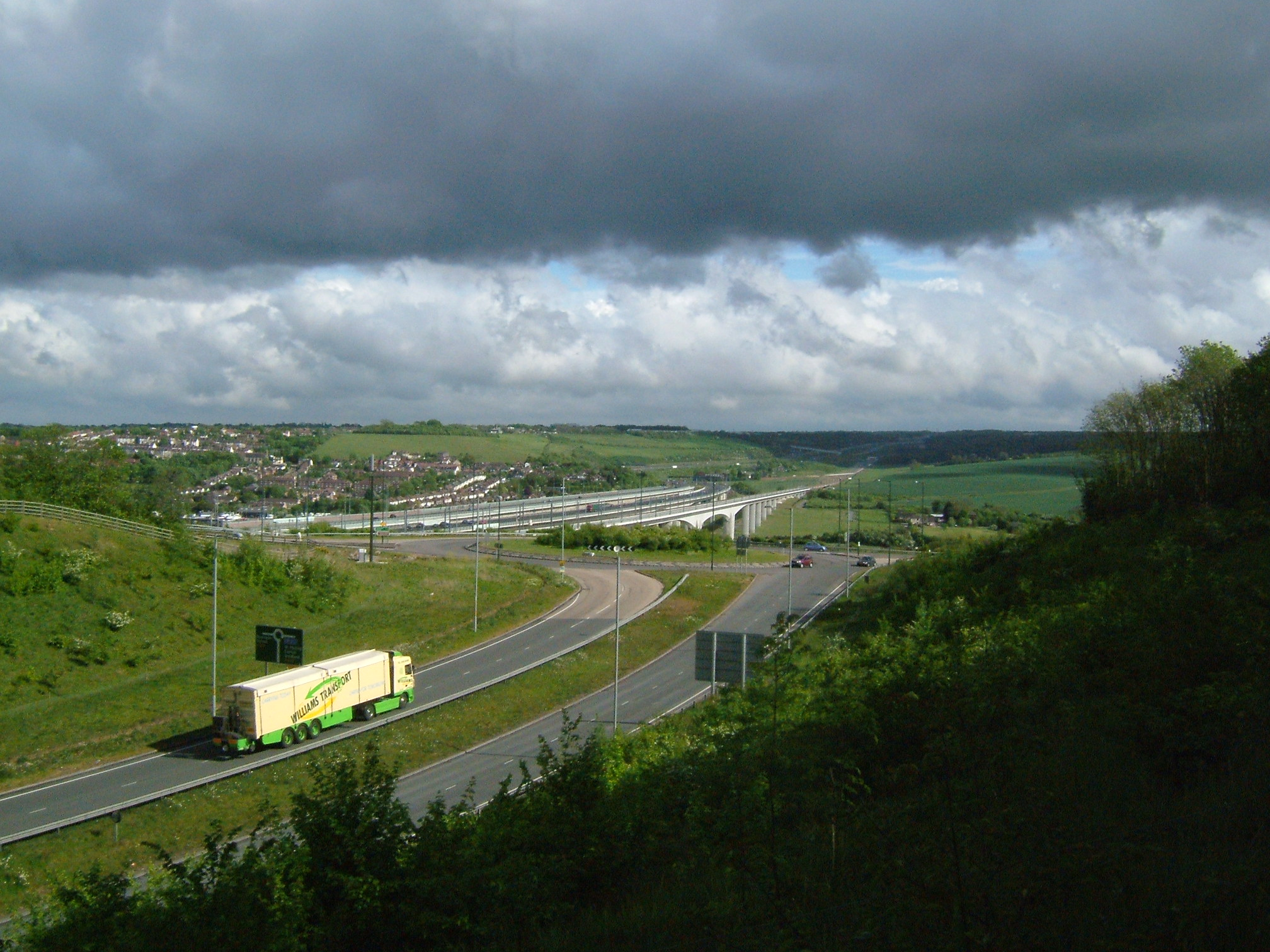
Розв’язка 2 M2, кругова розв’язка на A228, що показує автомагістраль, що перетинає Медвей і підіймається вгору по долині Нашенден. Поруч є High Speed 1.

До цього моменту дорога встановлюється на віадук Медвей, що проходить над залізницею Медвейської долини та річкою. На східному (правому) березі розташовані болота Вулдхем, на півдні та на півночі розташовані передмістя трьох об’єднаних міст Медвей, включаючи Борстал, село, яке на національному рівні є синонімом свого прототипу Інституту молодих злочинців, заснованого в 1902 році.
M2 піднімається по крутій долині потоку до пагорба Блу Белл (під яким HS1 проходить у тунелі), використовуючи роздвоєні рівні, щоб дістатися до розв’язки 3 (для міст Медвей та Мейдстоун ) через Уолдерслейд . Вона проходить на північ від схилу Норт-Даунс, перетворюючись на звичайні три смуги, і проходить на північний схід через Коссінгтон-Філдс, Вестфілд-Соул, Лідсінг і Бредгерст у напрямку до розв’язки 4, де дорога перетворюється на дві смуги до розв’язки 7.

## Історія

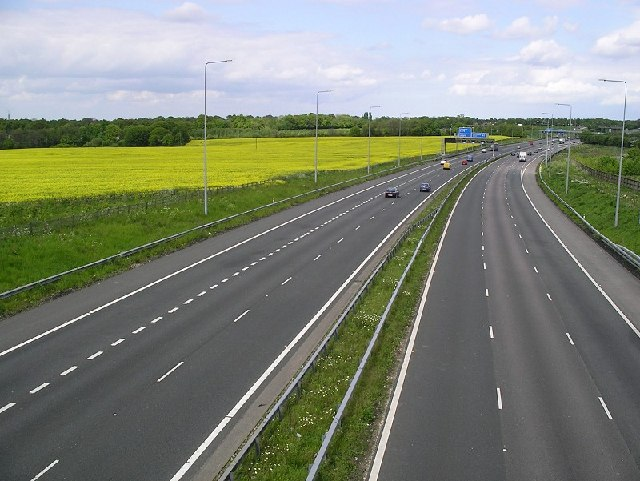
Розширена ділянка, що наближається до смуги, обривається на розв’язці 4

Перша ділянка автомагістралі (розв'язки 2-5) була відкрита тодішнім міністром транспорту Ернестом Марплзом 29 травня 1963 року, а решта була побудована в 1965 році. Відкривався в три черги:
- Розв'язки 1-2 1965 року
- Розв'язки 2-5 у 1963 році
- Розв'язки 5-7 у 1965 році

Було заплановано продовжити M2 до Лондона та Дувра, зробивши його основним маршрутом між Лондоном і портами Ла-Маншу, але це розширення так і не було здійснено через відсутність попиту на трафік. Натомість A2 був подвійний і вдосконалений від Бренлі Корнер до Дувра.
Спочатку M2 мала бути позначена як A2(M), але в результаті того, що Daily Telegraph повідомила, що це як M2, Міністерство транспорту прийняло це рішення, а пізніше вирішило позначити M20 для головного сполучення між портами Лондона і Ла-Маншу.